# Nimloth (elf)
Nimloth was een Sindarijnse Elf uit het werk van J.R.R. Tolkien.
Rond 470 van de Eerste Era trouwde zij met Dior Elúchil, de zoon van Beren Erchamion en Lúthien. Ze kregen drie kinderen: Elwing, Eluréd en Elurín.
In 505 vond Thingol de dood en na de plundering van Menegroth door de dwergen van Nogrod. Dior en Nimloth werden koning en koningin van Doriath. Niet veel later vielen de zonen van Fëanor Menegroth aan, omdat Dior de Nauglamír, het halssnoer dat een van de Silmarillen bevatte, bezat die zij beschouwden als hun rechtmatige eigendom. In deze slag vonden Dior en Nimloth de dood.